# Бристоль (сеть магазинов)
«Бристо́ль» — сеть магазинов формата у «дома», вторая в стране по обороту после сети «Красное&Белое». В 2018 году сеть попала в рейтинг 50 самых быстрорастущих компаний по версии РБК, заняв в нём четвёртое место со среднегодовой положительной динамикой выручки в размере 114 % в 2015—2017 годах. По оценке партнёра Bain & Company Евгения Белащенко, на «Бристоль» приходится примерно 15-20 % российского рынка специализированных алкогольных сетей.
Сеть с 2019 года принадлежит группе компаний «Меркурий Ритейл Холдинг» Игоря Кесаева, Сергея Кациева и Сергея Студенникова.
Изначально созданная как сеть алкомаркетов, «Бристоль» со временем стала позиционировать себя как сеть магазинов у дома, увеличивая в своих продажах долю других продовольственных товаров (бакалея, овощи, фрукты и так далее) и постепенно сведя долю алкоголя до 30 % по собственным оценкам.

## История
История торговой сети «Бристоль» началась в 1992 году, когда в Нижнем Новгороде местные предприниматели Игорь Саляев, Валерий Васин и Александр Пыжиков основали одноимённую компанию, занимавшуюся оптовой торговлей табачными изделиями. В 1998 году было начато создание собственной розничной сети и уже через полтора года компания владела более, чем 120 торговыми точками. В 2002 году московская компания «Мегаполис» Игоря Кесаева и Сергея Кациева выкупила «Бристоль» по инициативе своих прежних владельцев, впрочем, в то время покупателей интересовал оптовый бизнес, а не розничный. На момент продажи «Бристоль» контролировал 60 % нижегородского табачного рынка. В сентябре того же 2002 года было зарегистрировано ООО «Альбион-2002», ставшая позднее материнской и управляющей компанией сети «Бристоль».
Сеть алкомаркетов под названием «Бристоль» была основана в 2012 году в Нижнем Новгороде. Первый магазин открылся 17 сентября 2012 года, 28 октября того же года был открыт первый магазин в Нижегородской области в городе Балахна, а 31 июля 2013 года заработал первый магазин сети за пределами Нижегородского региона в Саранске (Мордовия).
В 2014 году контроль над ней установили известные российские предприниматели Игорь Кесаев и Сергей Кациев, владельцы ГК «Дикси». Впервые попытка объединить сети «Бристоль» и «Дикси» была предпринята в 2015 году, когда компания «Дикси-Юг» приобрела за 1,78 млрд рублей треть компании «Альбион-2002», управляющей сетью «Бристоль». Однако уже к концу года из-за «изменившейся рыночной конъюнктуры», а также отказа ФАС в разрешении купить контрольный пакет была совершена сделка по обратной продаже за 1,83 млрд рублей.
Весной 2016 года сеть «Бристоль» выкупила сеть алкомаркетов ульяновского ООО «Алкомаркет Градус», которому принадлежало около 60 торговых точек в Ульяновске, Пензе, Самаре, Иванове. Летом того же года сеть «Бристоль» приобрела у своего нижегородского дистрибьютора группы «Растяпино» 274 алкомаркета под брендами «Растяпино» и «Вина Кубани», а также несколько складов общей площадью 5 тыс. м² и 150 автомобилей службы доставки. В 2017 году ритейлер купил уральскую сеть из 144 алкомаркетов «Семь пятниц».
В январе 2019 года сообщено об объединении компаний «Бристоль», «Красное&Белое» и «Дикси» в единый розничный бизнес. В апреле 2019 года Федеральная антимонопольная служба одобрила слияние трёх компаний.